# Theobald Reitwinkler
Theobald Reitwinkler (* 5. November 1705 in Passau; † 7. Februar 1779 in Aldersbach) war ein bayerischer Zisterzienser und Abt des Klosters Aldersbach.

## Leben
Theobald Reitwinkler, Taufname Martin Leopold, war der Sohn eines Braumeisters. Er besuchte die Schule in Passau und studierte bis 1725 Theologie in Freising. 1726 legte er die Profess ab und studierte ab 1727 Theologie und Rechtswissenschaft in Ingolstadt. 1734 zum Priester geweiht, war er Dozent für Theologie in Aldersbach, 1738 bis 1745 Beichtvater und Wirtschafter im Kloster Seligenthal (Landshut). 1745 wurde er Abt von Aldersbach. Kennzeichen seiner Tätigkeit im Kloster sind die wirtschaftliche Sanierung der Abtei, die enorme Bautätigkeit und die Wissenschaftspflege. Er war außerdem Generalvikar und Visitator der bayerischen Zisterzienserprovinz. Er wurde neben seinem Vorgänger Theobald Grad in der Abteikirche bestattet.